# Senecio angulatus
Senecio angulatus es una planta de la familia de las asteráceas, originaria de Sudáfrica e introducida en España.

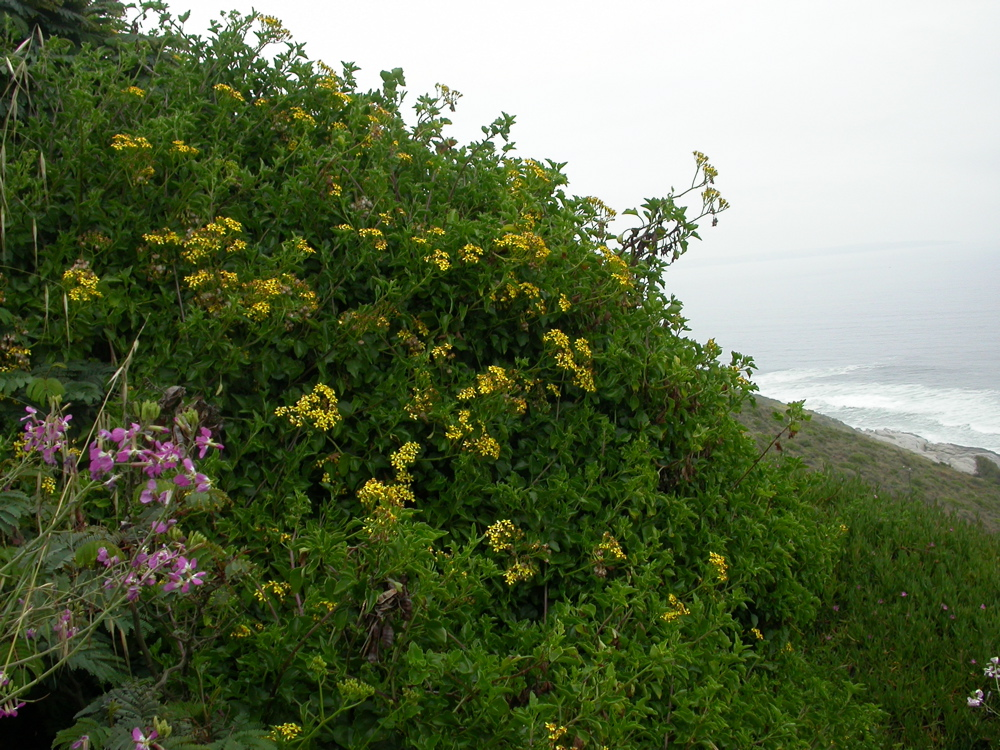
En su hábitat

## Descripción
Es una planta camefita, siempreverde, trepadora, de hojas  de forma parecida a la hiedra. Las hojas son carnosas, glabras, con margen crenado. La inflorescencia es un capítulo de ligulas amarillas , reunidas en una inflorescencia corimbosa. Florece desde el otoño hasta mediados del invierno.

## Taxonomía
Senecio angulatus fue descrita por  Carlos Linneo el Joven y publicado en Supplementum Plantarum 369. 1781[1782].
Etimología
Ver: Senecio
angulatus: epíteto latíno que significa "anguloso".
Sinonimia
- Senecio macropodus DC.[3][4][5][6][7]
- Cineraria laevis[8]